# مقبرة هييتانييمي

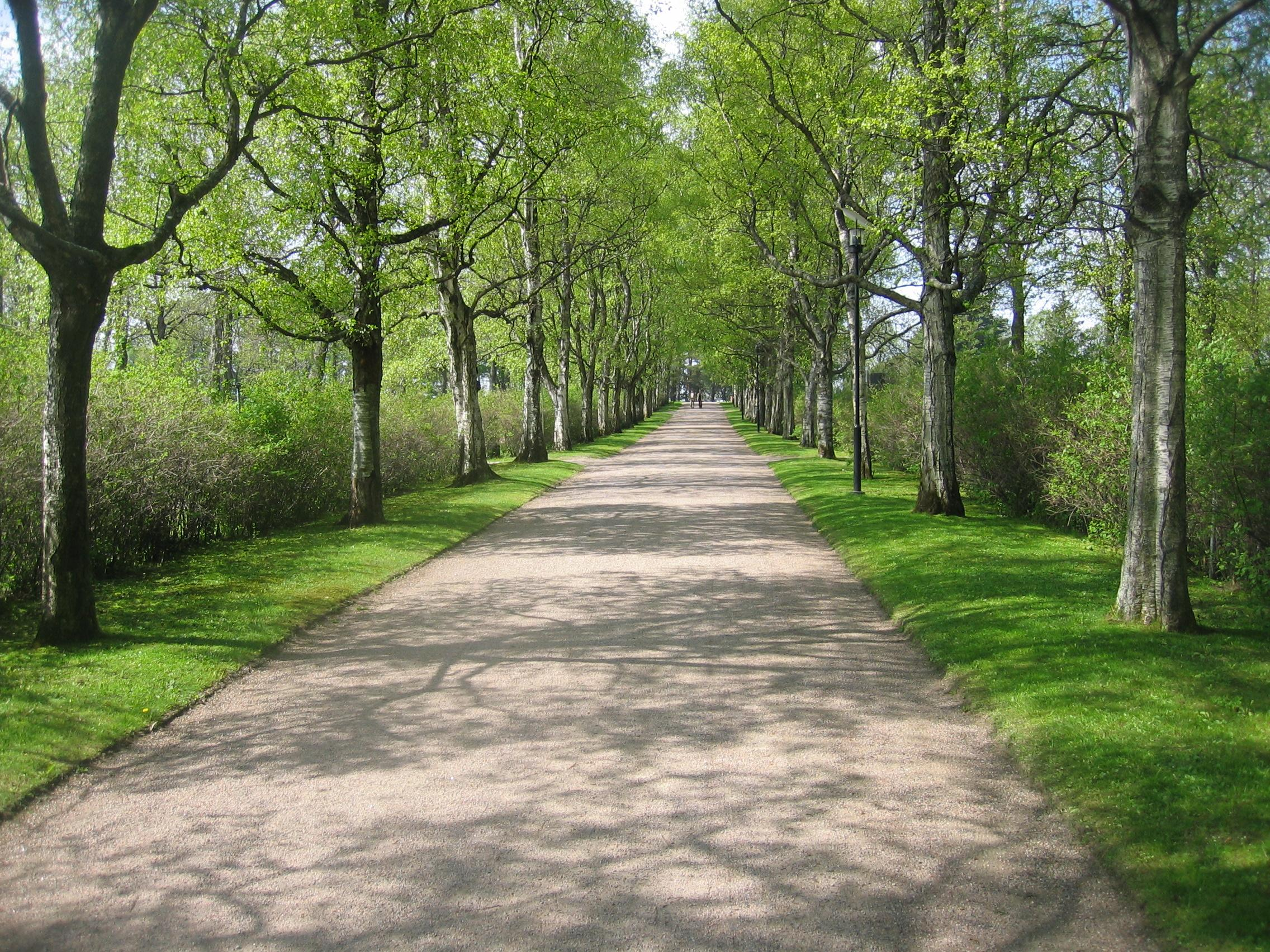

مقبرة هييتانييمي (بالفنلندية: Hietaniemen hautausmaa، بالسويدية: Sandudds begravningsplats) بحي تولو في هلسنكي عاصمة فنلندا. وهو مقر خدمات الجنائز الرسمية الفنلندية.
تضم المقبرة قسم مقبرة عسكرية كبيرة لجنود من العاصمة سقطوا في الحروب ضد الاتحاد السوفياتي وألمانيا النازية: في حرب الشتاء (1939-1940)، حرب الاستمرار (1941-1944) وحرب لابي (1944—1945). في وسط المقبرة العسكرية قبور الجندي المجهول والمارشال كارل غوستاف مانرهايم. أقسام المقبرة البارزة الأخرى هي مقبرة جيش دوقية فنلندا الكبرى، تلة الفنان وقبر رجل الدولة.
هييتانييمي تعني "رأس الرمال"، وهو لسان بري يقع بمركز في هلسنكي.
كما توجد أربع مقابر أخرى ضمن منطقة مقبرة هييتانييمي الكبرى، هي: مقبرة يهود هلسنكي، ومقبرة هلسنكي الإسلامية، ومقبرة هلسنكي الأرثوذكسية ومقبرة ابرشية سانت نيكولاس الأرثوذكسية.